# Parque nacional de Amami Guntō

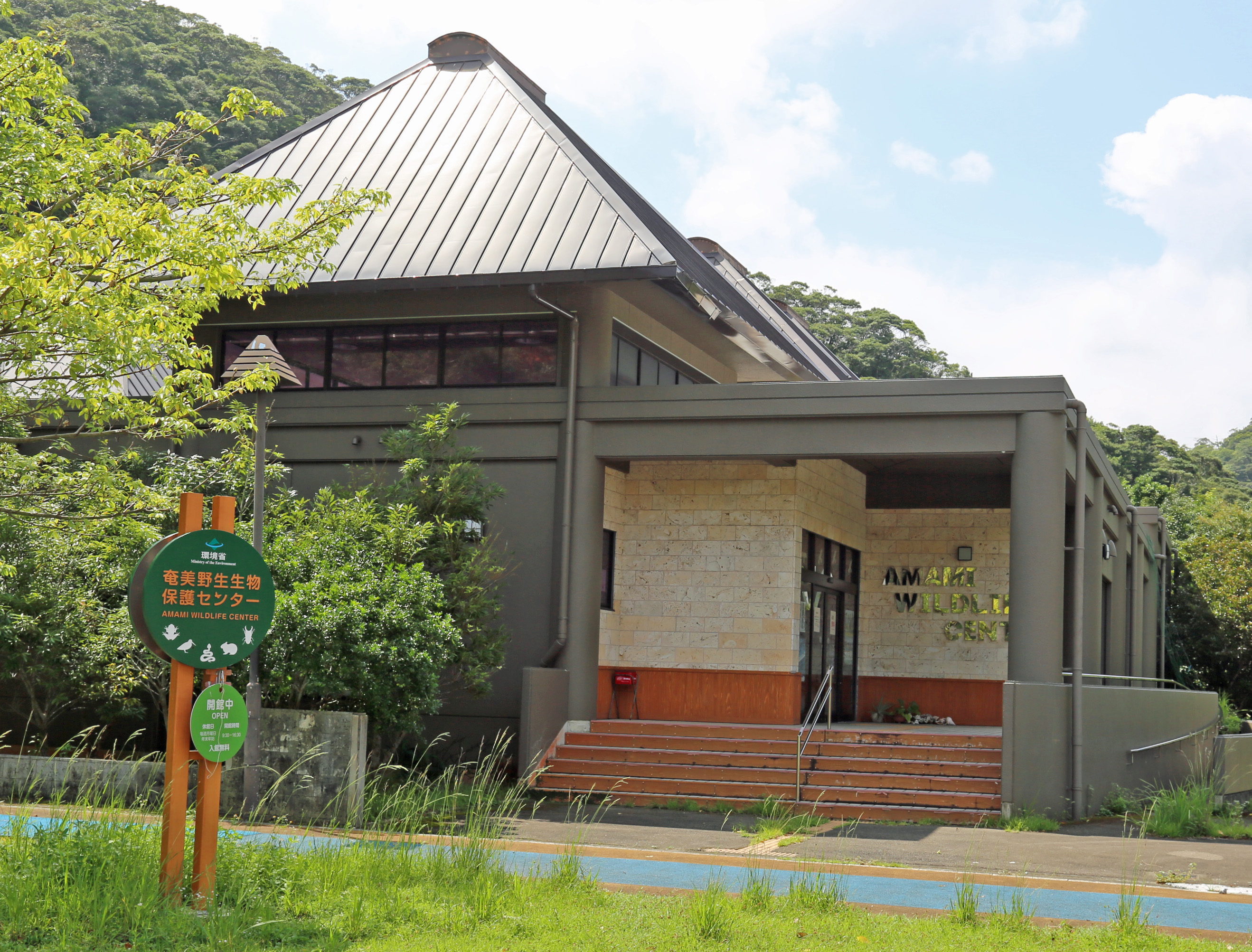
Centro de vida silvestre de Amami

El parque nacional de Amami Guntō (奄美群島国立公園, Amami Guntō Kokuritsu Kōen) es un parque nacional en la prefectura de Kagoshima, Japón. Establecido en 2017, el parque comprende una superficie terrestre de 42 181 ha y una superficie marina de 33 082 ha . El parque nacional incluye zonas de estas islas: Tokunoshima, Kikai, Amami, Yoron, Okinoerabujima, la isla de Uke, Kakeromajima y Yoroshima.

## Historia

Mapa de la zona del parque nacional de Amami Guntō. En el sentido de las agujas del reloj, desde la parte superior izquierda, Tokunoshima, Kikai, Amami, Yoron, Okinoerabujima.
Superficie terrestre
Superficie marítima

El 15 de febrero de 1974 se fundó el parque cuasi-nacional de Amami Guntō en Amami Ōshima. El 7 de marzo de 2017 se estableció el parque nacional de Amami Guntō, que subsumió al antiguo parque cuasi-nacional de Amami Guntō. El parque nacional Amami Guntō incluye partes de los municipios de Amagi, Amami, China, Isen, Kikai, Setouchi, Tatsugō, Tokunoshima, Uken, Wadomari, Yamato y Yoron.
La designación del nuevo parque nacional, junto con la del parque nacional de Yanbaru, forma parte del movimiento para que la isla de Amami-Oshima, la isla de Tokunoshima, la parte norte de la isla de Okinawa y la isla de Iriomote sean inscritas en la lista del patrimonio mundial de la UNESCO.
El centro de vida silvestre de Amami está gestionado por el Ministerio de Medio Ambiente de Japón para proteger y preservar el ecosistema natural de las islas Amami.

## Geografía
La superficie total designada es de 75.263 ha (tierra: 42.181 ha, agua: 33.082 ha). Es candidato a Patrimonio de la Humanidad. El parque nacional está formado por zonas de estas islas: Tokunoshima, Kikai, Amami, Yoron, Okinoerabujima, la isla de Uke, Kakeromajima y Yoroshima. 

## Flora y fauna
Este parque nacional cuenta con arrecifes de coral, bosques de manglares y marismas. Se ha desarrollado un ecosistema único con especies endémicas como el conejo de Amami, la rata espinosa de Ryukyu, las aves: el arrendajo de Amami, el petirrojo de Ryukyu. También hay serpientes como la Habu y anfibios como: la rana de Ishikawa, el tritón verrugoso japonés y el autillo de Ryūkyū.

### Amami Ōshima,Kakeromajima
Yuwandake está cubierto de bosques subtropicales de madera dura, como Castanopsis sieboldii y Neolitsea aciculata, y cuenta con una valiosa vegetación. Hay arrecifes de coral, bosques de manglares en la desembocadura del río Katsushi y paisajes submarinos. 

### Kikaijima
En las islas se distribuyen notables terrazas costeras. El parque Hyakunodai es una meseta donde se han desarrollado arrecifes de coral.

### Tokunoshima
Se trata de una isla de piedra caliza con una topografía kárstica. Hay una cueva marina natural creada por la erosión. El monte Inokawa es conocido como un tesoro de plantas endémicas, incluidos los helechos.

### Okinoerabujima
Hay cuevas a gran escala como la caverna Shoryu y un túnel de agua. Los acantilados marinos se desarrollaron en la zona de Minamata y Kunigamizaki.

### Yoronjima
Toda la costa está designada como parte del parque nacional, excepto la zona alrededor del aeropuerto de Yoron. Los arrecifes de coral rodean la isla. 

## Galería

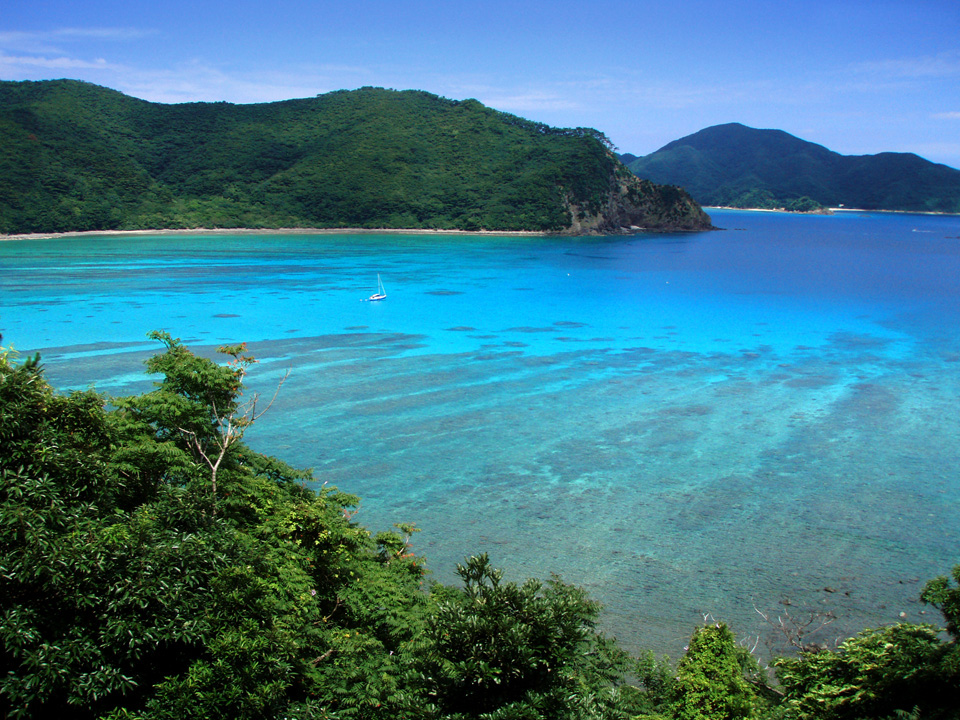
Vista de la bahía de Katetsu desde el cercano mirador de Manenzaki en Amami Ōshima.
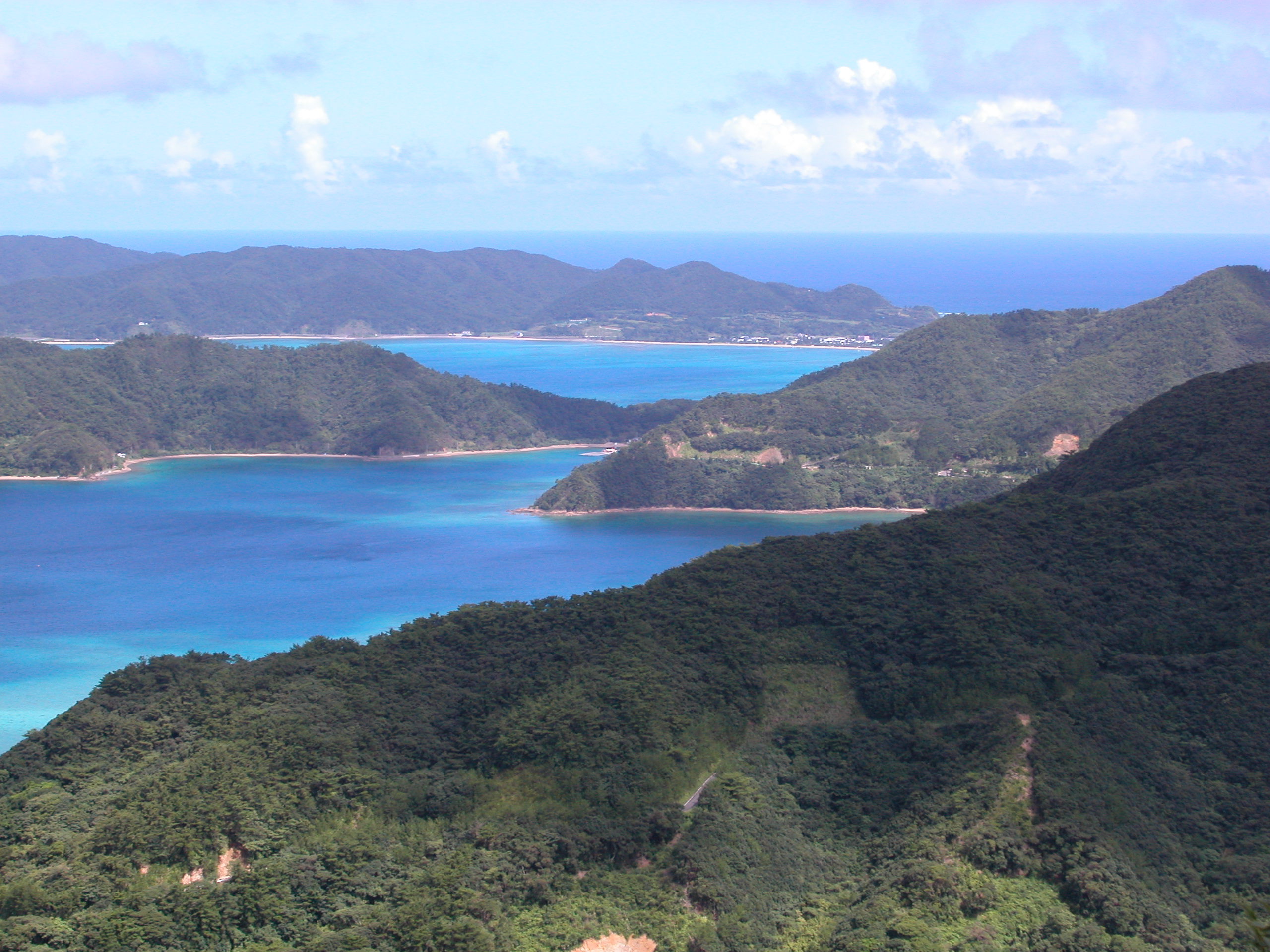
Zona costera de Amami Ōshima
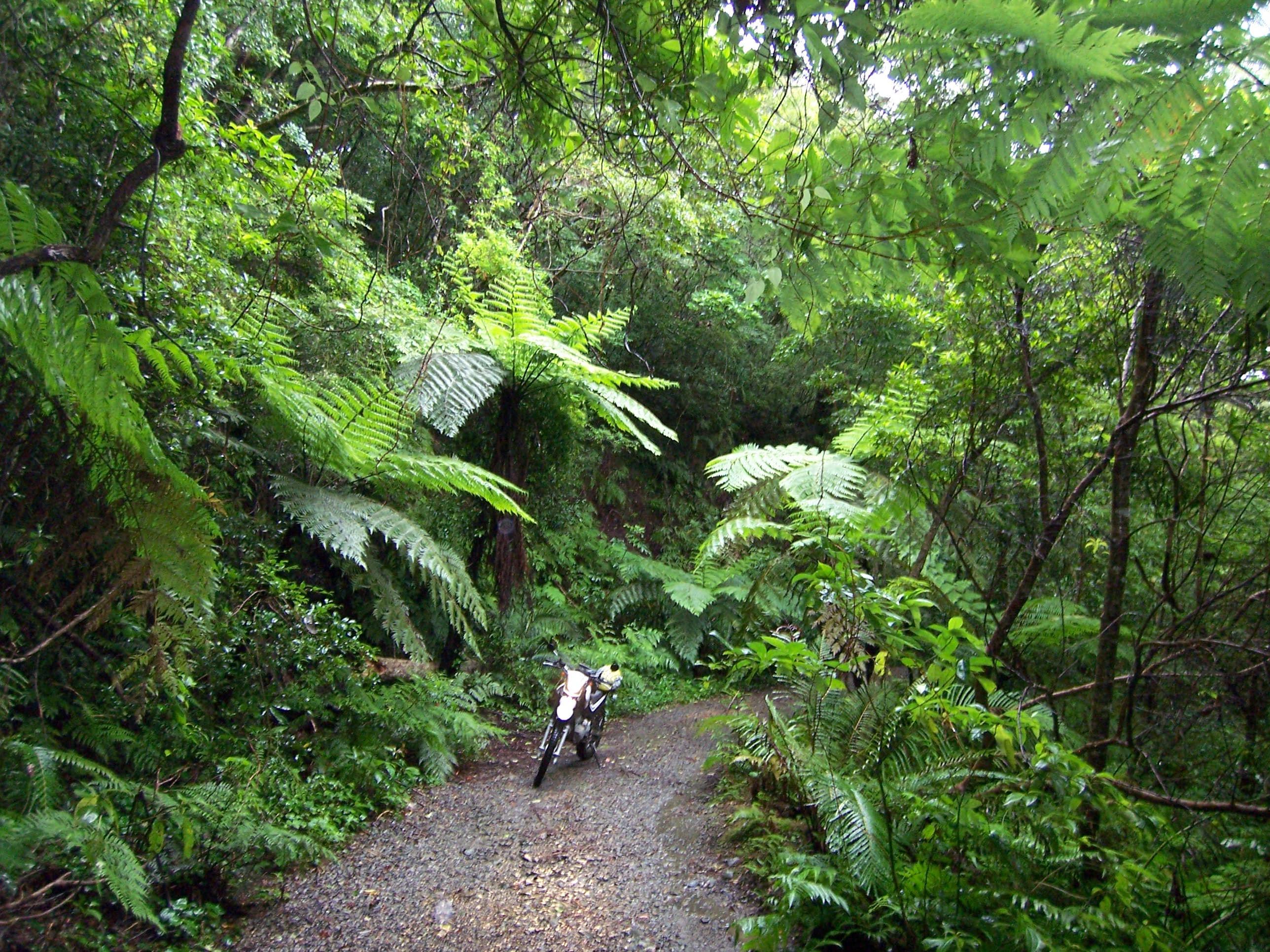
Bosques en Amami Ōshima
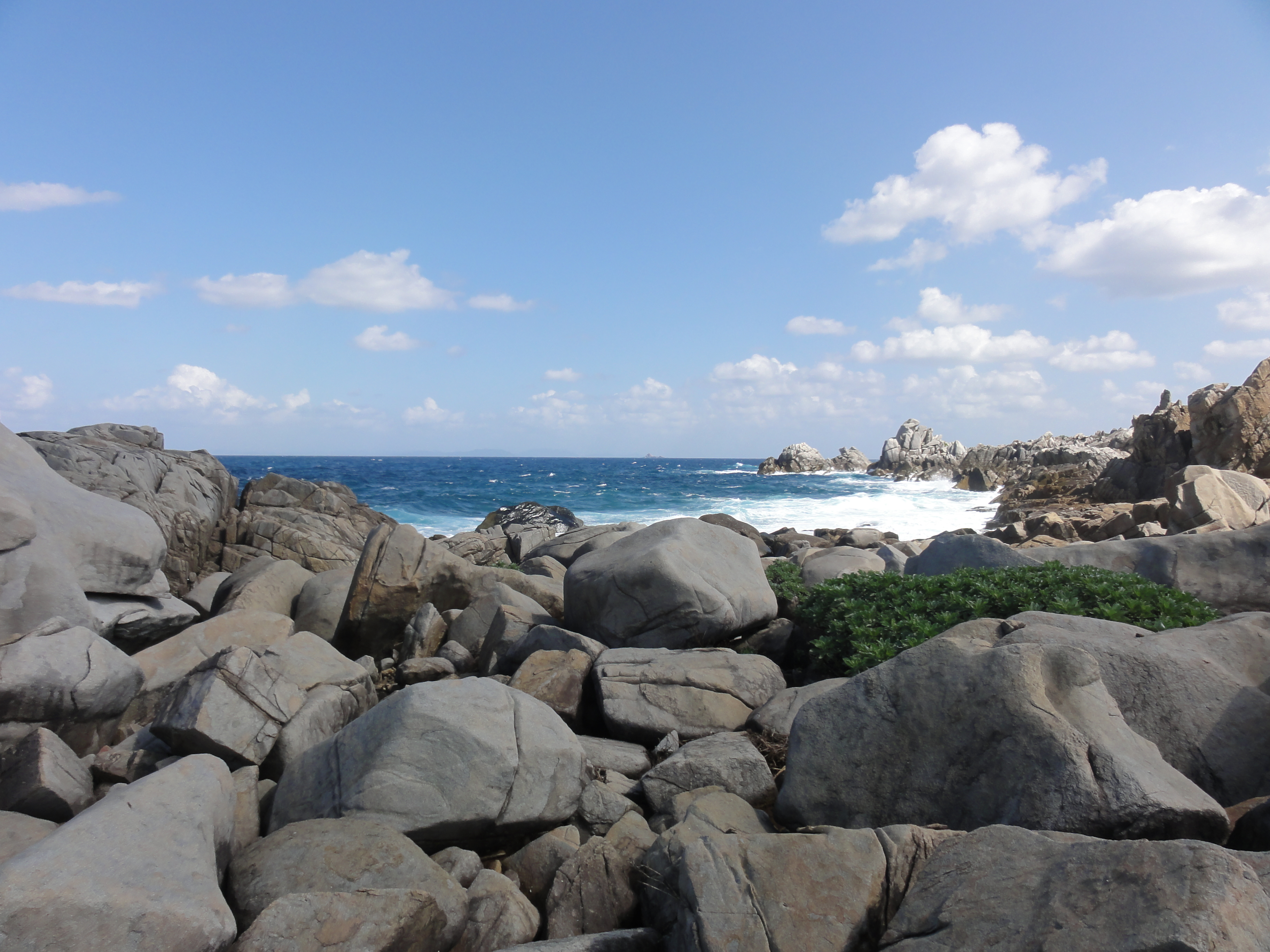
Vista desde Tokunoshima
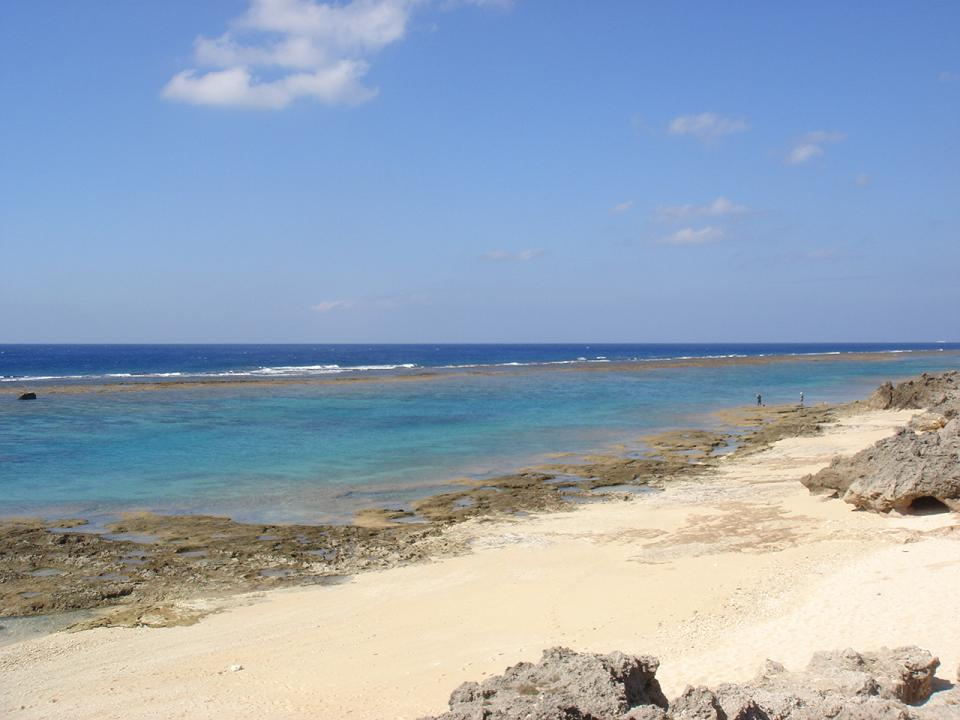
Una playa en Okinoerabujima